# Bokito (gorilla)
Bokito (Berlijn, 14 maart 1996 – Rotterdam, 4 april 2023) was een zilverruggorilla die van 2005 tot zijn overlijden verbleef in Diergaarde Blijdorp, een dierentuin in Rotterdam. De gorilla ontsnapte in 2007 uit zijn verblijf en takelde een bezoekster, die hem bijna dagelijks bezocht, zwaar toe.

## Levensloop
Bokito werd geboren in de Berlijnse dierentuin Zoologischer Garten. Zijn vader was de gorilla Derrick en zijn moeder M'penzi. Aangezien M'penzi niet in staat was om Bokito lang genoeg borstvoeding te geven, namen de verzorgers de taak op zich om hem te voeden.
In het kader van een fokprogramma werd Bokito in 2005 naar Diergaarde Blijdorp verplaatst. De Berlijnse dierentuin kon hem niet voor dit doel gebruiken vanwege het risico op inteelt. Na een half jaar werd besloten dat Bokito definitief in Rotterdam zou blijven. Gedurende zijn verblijf in Blijdorp kreeg Bokito tussen 2006 en 2022 in totaal tien nakomelingen. Zijn rivaal in het gorillaverblijf, het mannetje Dango, werd samen met twee vrouwtjes in april 2007 overgedragen aan de dierentuin van Shanghai.
In november 2021 werd bekendgemaakt dat de groep van Bokito besmet was met COVID-19. Het is niet duidelijk hoe de dieren besmet raakten, maar de mogelijkheid van contact met een asymptomatische verzorger werd overwogen.
Bokito overleed op 27-jarige leeftijd op 4 april 2023. Twee dagen voor zijn overlijden voelde de gorilla zich al niet lekker. Een dag later werd zijn mest onderzocht en werd hij extra geobserveerd. Omdat de situatie niet verbeterde, werd hij onder narcose gebracht om vocht toegediend te krijgen. Hij stierf tijdens de narcose. Volgens Diergaarde Blijdorp bleek na sectie hartfalen de doodsoorzaak.

### Aanval op bezoeker
Bokito kwam op 18 mei 2007 (op de dag van het 150-jarig jubileum van de dierentuin) in het nieuws toen hij uit zijn verblijf ontsnapte. Hij sleurde een bezoekster mee, die hierbij ernstig gewond raakte. De vrouw had diverse breuken, een verbrijzelde hand en meer dan honderd beten over haar hele lichaam. De vrouw dacht dat ze een speciale relatie met de aap had, ze bezocht hem daarom vier dagen per week en maakte veelvuldig oogcontact met hem. Dit aanstaren heeft waarschijnlijk geleid tot de aanval. Vanuit het ziekenhuis meldde de vrouw volgens een bericht in De Telegraaf: "Hij is en blijft mijn lieveling. Sinds hij in Blijdorp zit, maak ik contact met hem. Als ik mijn hand op het glas legde, deed hij hetzelfde. Als ik naar hem lachte, lachte hij terug". Een oppasser van Blijdorp had de vrouw enkele dagen voor de aanval gewaarschuwd en gevraagd afstand te houden en de aap niet recht in de ogen te kijken, volgens een bericht in het Algemeen Dagblad. De vrouw stelde de dierentuin aansprakelijk voor de geleden schade.
In een van de restaurants van de dierentuin raakten na de aanval op de vrouw nog drie mensen gewond. Uiteindelijk werd de aap na een uur met een verdovingsgeweer uitgeschakeld, waarna hij in zijn verblijf werd teruggeplaatst. De dierentuin, waar op dat moment duizenden mensen aanwezig waren moest vanwege het incident worden ontruimd.
In de zomer van 2004 was Bokito al eens uit zijn verblijf in Berlijn ontsnapt. Hij klom toen over een drie meter hoge glazen wand. Hij was daarbij niet agressief en liet zich door het personeel zonder problemen terugbrengen naar zijn hok.
Evolutiebioloog en primatoloog Jan van Hooff, die gepromoveerd is op gelaatsuitdrukkingen van chimpansees, kwam echter aan de hand van een filmpje op YouTube van een eerder bezoek van de vrouw tot de conclusie dat Bokito helemaal niet dreigde. Het ontbloten van de tanden kan verschillende dingen betekenen. Het kan angst of sociale opwinding uitdrukken, maar het dier toonde in dat filmpje geen enkel teken van angst of agressiviteit. Wel trommelde hij op zijn borst. Dat is imponeergedrag en drukt geen kwaadaardigheid uit. Bokito maakte in het filmpje wat Van Hooff een 'verticaal blote-tanden gezicht' noemt. Dat is een soort groetgezicht, waarmee een gorilla zijn vrouwtjes geruststelt. Hij raakte echter gefrustreerd doordat die vrouw die schijnbaar in hem geïnteresseerd was telkens weer wegliep. Van Hooff vroeg zich af wat er gebeurd zou zijn als de vrouw zich niet verzet had en gewoon was blijven staan. "Ik denk dat hij haar een paar lellen op de rug had verkocht. En dan, ja, dan had hij misschien gedaan wat gorillamannen met gorillavrouwen doen."
Gedragsbiologe Wineke Schoo van Burgers' Zoo, Arnhem  merkt hierover op: "Langdurig aanstaren vindt een gorilla niet prettig. Vrouwtjes die willen paren kijken een mannetje intens aan, maar meestal kijken gorilla's juist niet. Ze zien alles vanuit hun ooghoeken." Wat Bokito met de vrouw deed (bijten en meeslepen) is normaal gedrag tegenover gorillavrouwtjes die zich niet onderwerpen. "Bij gorilla's zijn de gevolgen [echter] minder erg dan bij een mens omdat de huid dikker is en hun botstructuur veel steviger is. Ze zijn zeven keer zo sterk als wij; Bauwi (een andere zilverrug) heeft 200 kg spiermassa. Ook als hij je zonder kwade intenties op de schouder slaat, lig je al drie meter verder." Een potentiële haremvrouw schaden zou ook evolutionair niet slim zijn. Gorilla's zijn onder normale omstandigheden juist kalm. "Als je tien raadsels geeft aan chimpansees, orang-oetans en gorilla's, zullen de chimpansees er heel snel vijf oplossen en de rest laten liggen, de orang-oetans zullen ze na lang denken allemaal oplossen en de gorilla’s beginnen er niet eens aan."

### Maatregelen
Blijdorp nam maatregelen om nieuwe ontsnappingen van het dier tegen te gaan. In de media werd een term voor deze maatregelen geïntroduceerd: 'bokitoproof'. Het werd het woord van het jaar in 2007.

## Afbeeldingen

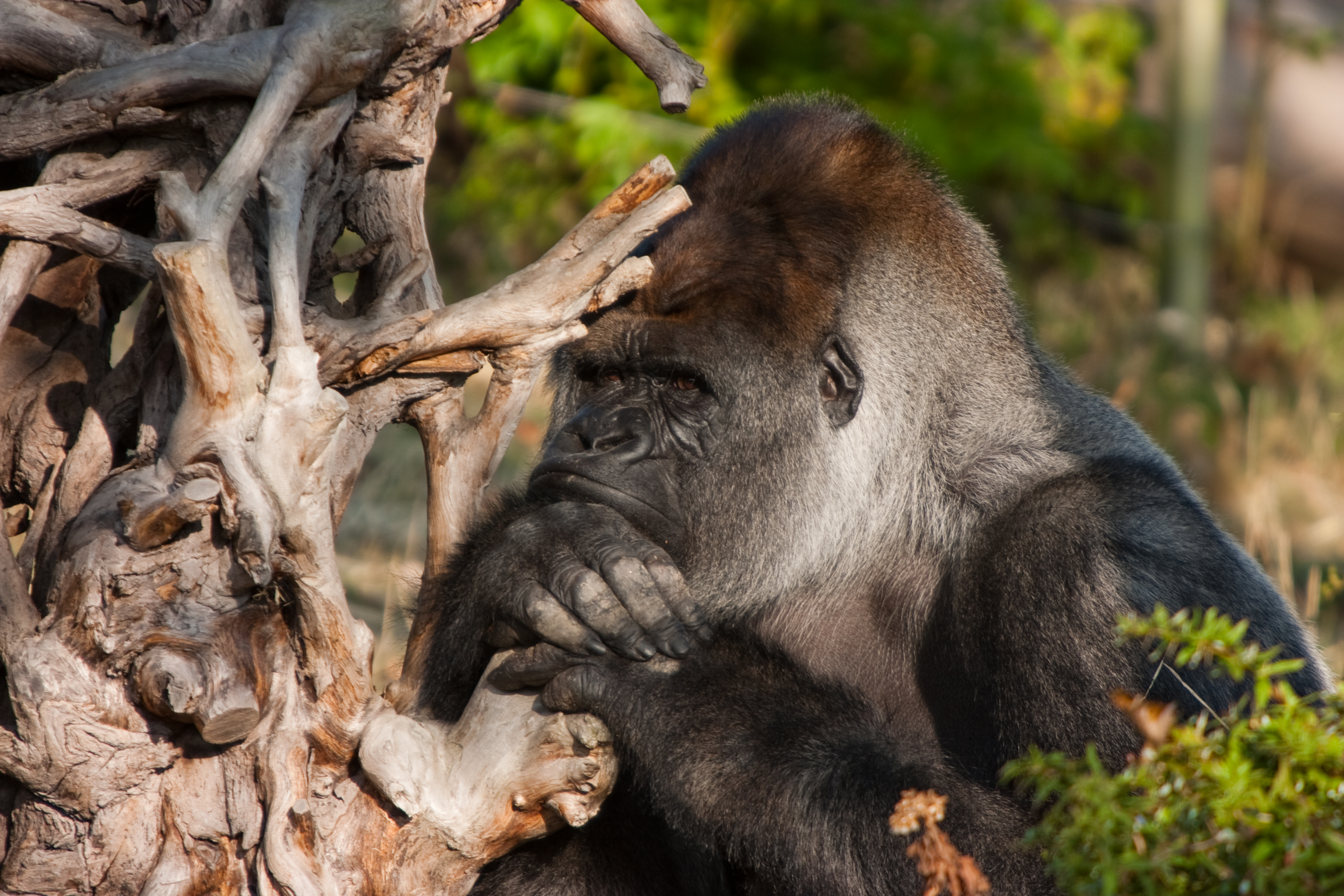
Bokito (2009)
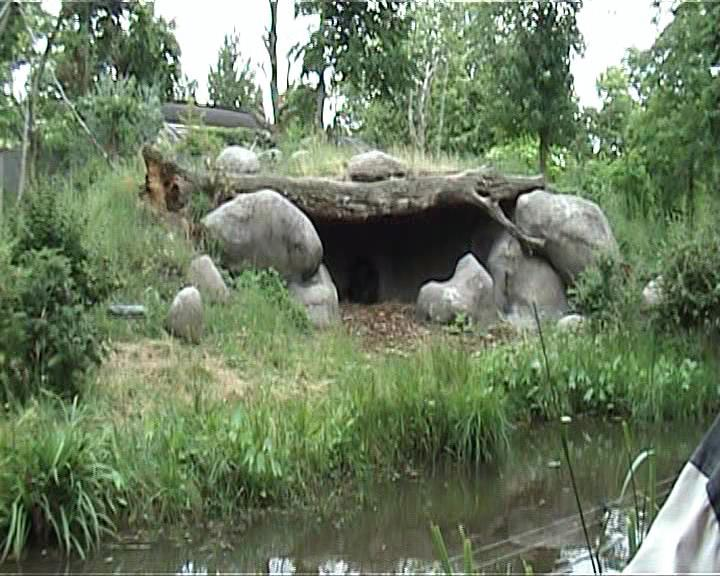
Het voormalige gorilla-eiland van Blijdorp (2005)